# Catopyrops reducta
Catopyrops reducta är en fjärilsart som beskrevs av Francis Gard Howarth 1962. Catopyrops reducta ingår i släktet Catopyrops och familjen juvelvingar. Inga underarter finns listade i Catalogue of Life.